# Маовиці
Маовиці (хорв. Maovice) — населений пункт у Хорватії, у Сплітсько-Далматинській жупанії у складі міста Врлика.

## Населення
Населення за даними перепису 2011 року становило 380 осіб.
Динаміка чисельності населення поселення:

## Клімат
Середня річна температура становить 10,90 °C, середня максимальна – 24,50 °C, а середня мінімальна – -3,90 °C. Середня річна кількість опадів – 967 мм.
| Клімат поселення                              | Клімат поселення | Клімат поселення | Клімат поселення | Клімат поселення | Клімат поселення | Клімат поселення | Клімат поселення | Клімат поселення | Клімат поселення | Клімат поселення | Клімат поселення | Клімат поселення | Клімат поселення |
| Показник                                      | Січ.             | Лют.             | Бер.             | Квіт.            | Трав.            | Черв.            | Лип.             | Серп.            | Вер.             | Жовт.            | Лист.            | Груд.            |                  |
| Середній максимум, °C                         | 8,43             | 8,82             | 12,01            | 15,64            | 20,24            | 24,06            | 24,50            | 24,50            | 20,41            | 16,03            | 10,98            | 8,06             |                  |
| Середня температура, °C                       | 2,27             | 2,66             | 5,84             | 9,48             | 14,07            | 17,90            | 20,16            | 20,18            | 16,08            | 11,72            | 6,64             | 3,75             |                  |
| Середній мінімум, °C                          | −3,9             | −3,5             | −0,32            | 3,31             | 7,90             | 11,72            | 15,86            | 15,87            | 11,76            | 7,40             | 2,32             | −0,57            |                  |
| Норма опадів, мм                              | 76               | 70               | 74               | 83               | 70               | 72               | 50               | 61               | 87               | 102              | 121              | 101              |                  |
| Середньомісячна швидкість вітру, м/с          | 2.02             | 2.28             | 2.46             | 2.42             | 2.18             | 1.91             | 1.90             | 1.78             | 1.92             | 1.99             | 2.26             | 2.28             |                  |
| Середньомісячна сонячна радіація, кДж/м²·день | 5323             | 8048             | 11692            | 16058            | 19863            | 22353            | 23973            | 21048            | 15764            | 10307            | 5761             | 4527             |                  |
| --------------------------------------------- | ---------------- | ---------------- | ---------------- | ---------------- | ---------------- | ---------------- | ---------------- | ---------------- | ---------------- | ---------------- | ---------------- | ---------------- | ---------------- |
| Джерело:                                      |                  |                  |                  |                  |                  |                  |                  |                  |                  |                  |                  |                  |                  |